# Bernard Gordon
Bernard Gordon (Connecticut, 29 de outubro de 1918 — Hollywood, 11 de maio de 2007) foi um roteirista e produtor cinematográfico norte-americano.